# یانه هیتانن
یانه هیتانن (فنلاندی: Janne Hietanen؛ زادهٔ ۲ ژوئن ۱۹۷۸) بازیکن فوتبال اهل فنلاند بود.
از باشگاه‌هایی که در آن بازی کرده‌است می‌توان به باشگاه فوتبال نورشوپینگ، باشگاه فوتبال دنیزلی اسپور، باشگاه فوتبال ترومسو، باشگاه فوتبال کوردوبا، باشگاه فوتبال لاس پالماس، باشگاه فوتبال تروا، باشگاه فوتبال واسان پالوسئورا، و باشگاه فوتبال اولو اشاره کرد.
وی همچنین در تیم‌های ملی فوتبال زیر ۲۱ سال فنلاند و فنلاند بازی کرده‌است.